# Gymnopithys
Gymnopithys é um género de ave da família Thamnophilidae.
Este género contém as seguintes espécies:
- Mãe-de-taoca-de-garganta-vermelha, Gymnopithys rufigula
- Papa-formiga-bicolor, Gymnopithys bicolor
- Mãe-de-taoca-bochechuda, Gymnopithys leucaspis
- Gymnopithys lunulata
- Mãe-de-taoca-de-cauda-barrada, Gymnopithys salvini